# Kabupaten de Dharmasraya
Pour l'ancien royaume, voir Royaume de Dharmasraya.
Le kabupaten de Dharmasraya, en indonésien Kabupaten Dharmasraya, est un kabupaten créé en 2004 par détachement de celui de Sawahlunto Sijunjung dans la province de Sumatra occidental en Indonésie. Son chef-lieu est Pulau Punjung.
Son nom est celui d'un royaume qui a existé aux XIIIe et XIVe siècles et dont le territoire couvrait ceux de l'actuelle ville de Sawahlunto et du district de Muara Bungo dans la province voisine de Jambi.

## Histoire
On pense que le nom de « San-fo-tsi » mentionné dans le Chu-fan-chi, un document douanier chinois rédigé vers 1225, désigne Dharmasraya. Dans des documents chinois antérieurs, San-fo-tsi désignait le royaume de Sriwijaya, dont la capitale était située à l'emplacement de l'actuelle Palembang dans la province de Sumatra du Sud.
La capitale du royaume de Dharmasraya était située à l'emplacement de l'actuel village de Sungai Langsat, sur les rives du fleuve Batang Hari, dans le district de Pulau Punjung. C'est là qu'on a trouvé une statue du bodhisattva Amoghapasa Lokesvara portant une inscription déclarant que cette statue a été offerte en 1286 par le roi Kertanegara de Singasari au roi Shri Tribhuanaraja Mauliwarmadewa de « Suvarnabhumi » (c'est-à-dire Sumatra), qui a régné de 1270 à 1297.
Le nom de Dharmasraya est mentionné dans le manuscrit de Tanjung Tanah, un document daté du XIVe siècle apr. J.-C. et conservé dans ce village.

## L'inscription de Padang Roco

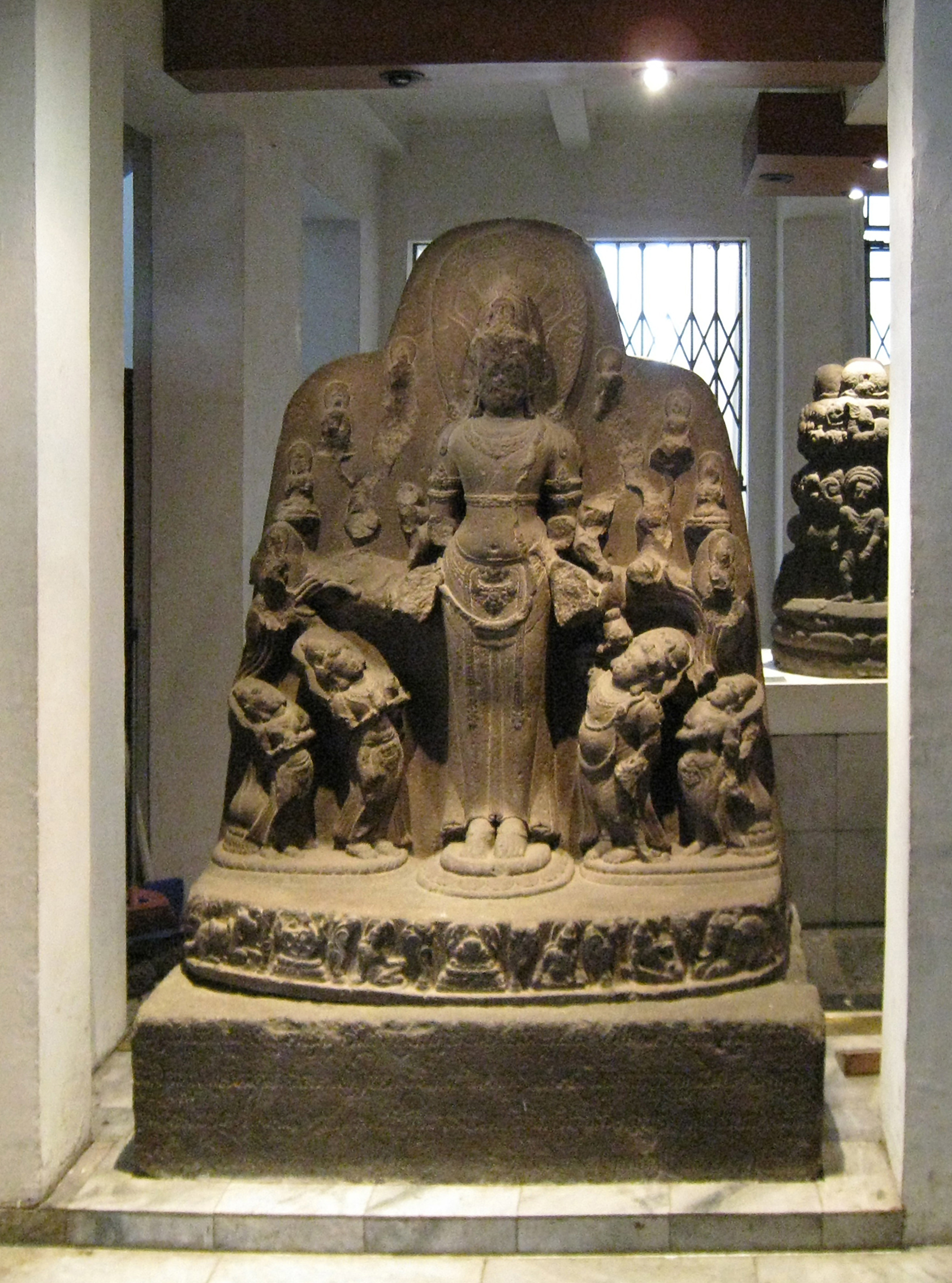
La statue d'Amoghapasa Lokesvara trouvée à Padang Roco

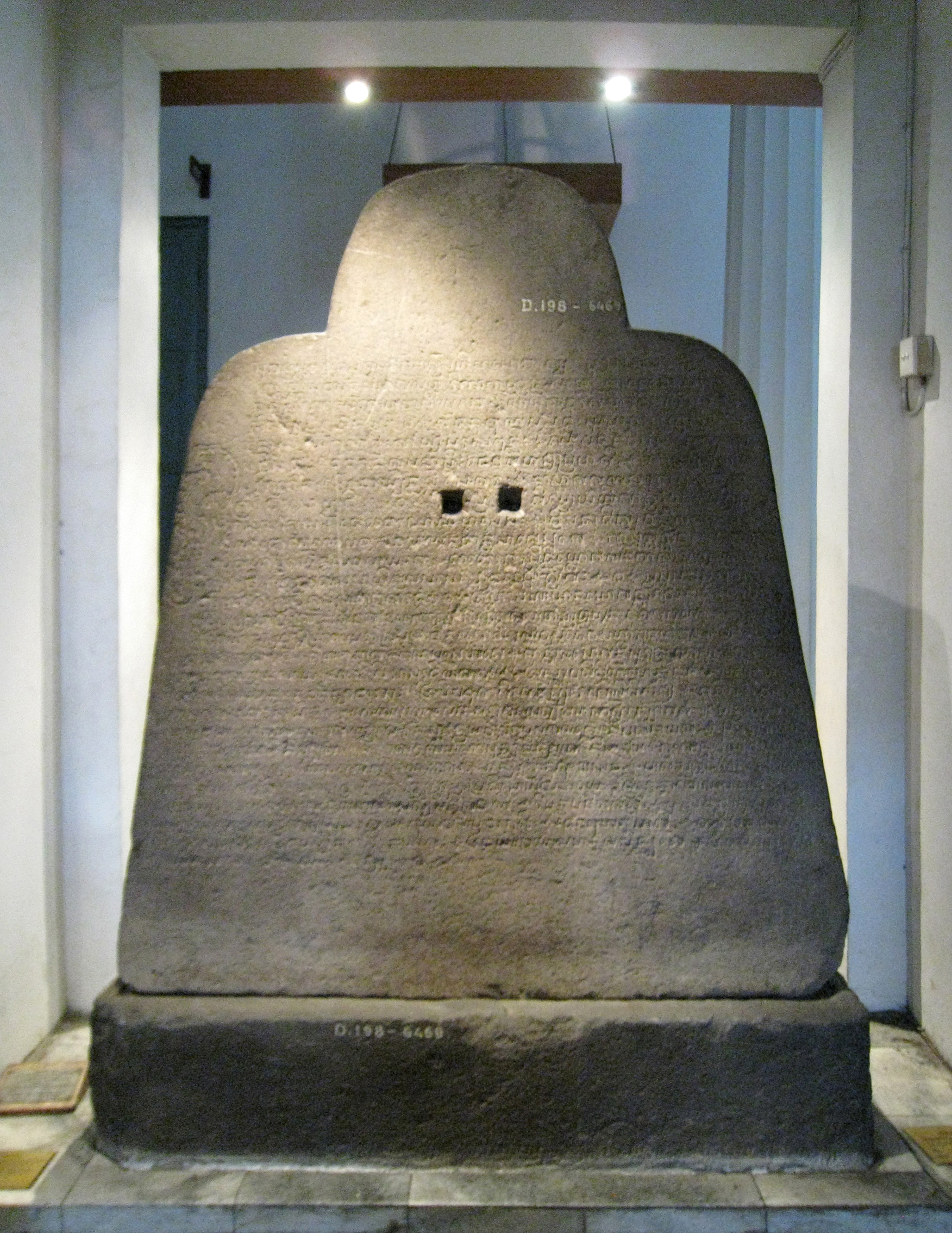
L'inscription au dos de la statue

En 1911 est découverte dans le hameau de Padang Roco (« champ de statues » en langue minangkabau) la base d'une statue d'Amoghapasa. Ses 4 côtés portent une inscription rédigée dans un alphabet similaire au kawi ou « vieux-javanais », en malais et sanscrit, qu'a traduite l'historien indonésien Slamet Muljana. Cette inscription dit :
« Bonheur! En l'an Saka 1208, au mois de Bādrawāda', premier jour de la lune montante, le jour de Māwulu wāge, le jeudi, Wuku Madaņkungan, le roi des étoiles situé au sud-ouest… 
… c'est la statue du seigneur Amoghapasa Lokesvara avec ses quatorze serviteurs et sept rubis emmenés de la terre de Java à Suvarnabhumi, pour être érigée à Dharmasraya, en présent de śrī wiśwarūpa kumāra. Dans ce but le seigneur Sri Maharajadhiraja Kertanagara Wikrama Dharmmottunggadewa a ordonné au noble grand ministre Dyah Adwayabrahma, au noble śirīkan Dyah Sugatabrahma et au samagat payānan hań dīpankaradāsa, rakryān damun pu wīra d'accompagner le seigneur Amoghapasa. Que ce présent rende joyeux tout le peuple de la terre de Malayu, y compris les brahmanes, les ksatrya, les vaisha, les sudra et surtout le centre de tous les nobles, Sri Maharaja Srimat Tribhuwanaraja Mauliwarmmadewa. »

## La principauté de Siguntur
Siguntur, aujourd'hui un district du kabupaten, était une principauté musulmane fondée en 1673 avec comme premier souverain Sutan Abdul Jalil Sutan Syah Tuanku Bagindo Ratu. Siguntur se déclarait héritière de Dharmasraya. Les Hollandais ont imposé leur souveraineté à Siguntur en 1908, ainsi qu'aux principautés voisines. Son souverain actuel est Sultan Hendri Tuanku Bagindo Ratu.

## Culture et tourisme
- Site de Padang Roco
- Site de Pulau Sawah
- Siguntur
- Pulau Punjung

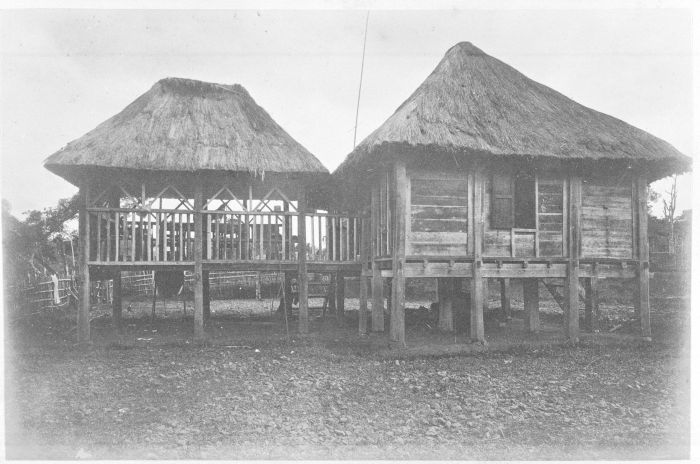
La maison communale du village de Silago en 1877-1879

- https://web.archive.org/web/20110721120519/http://www.dharmasraya.go.id/